# NGC 1954
NGC 1954 este o galaxie spirală situată în constelația Iepurele. A fost descoperită în 14 decembrie 1786 de către William Herschel. Se află la o distanță de 66,68 de megaparseci de Pământ.